# Донє Полє (Шибеник)
Донє Полє (хорв. Donje Polje) — населений пункт у Хорватії, у Шибеницько-Книнській жупанії у складі міста Шибеник.

## Населення
Населення за даними перепису 2011 року становило 267 осіб.
Динаміка чисельності населення поселення:

## Клімат
Середня річна температура становить 14,90 °C, середня максимальна – 28,24 °C, а середня мінімальна – 1,89 °C. Середня річна кількість опадів – 728 мм.
| Клімат поселення                              | Клімат поселення | Клімат поселення | Клімат поселення | Клімат поселення | Клімат поселення | Клімат поселення | Клімат поселення | Клімат поселення | Клімат поселення | Клімат поселення | Клімат поселення | Клімат поселення | Клімат поселення |
| Показник                                      | Січ.             | Лют.             | Бер.             | Квіт.            | Трав.            | Черв.            | Лип.             | Серп.            | Вер.             | Жовт.            | Лист.            | Груд.            |                  |
| Середній максимум, °C                         | 10,36            | 10,99            | 13,87            | 17,17            | 22,19            | 26,14            | 28,24            | 28,05            | 23,91            | 19,60            | 14,08            | 10,59            |                  |
| Середня температура, °C                       | 6,12             | 6,77             | 9,64             | 12,93            | 17,96            | 21,89            | 24,76            | 24,56            | 20,42            | 16,11            | 10,59            | 7,13             |                  |
| Середній мінімум, °C                          | 1,89             | 2,52             | 5,40             | 8,71             | 13,73            | 17,66            | 21,26            | 21,07            | 16,92            | 12,62            | 7,10             | 3,63             |                  |
| Норма опадів, мм                              | 66               | 57               | 62               | 65               | 50               | 50               | 26               | 41               | 70               | 76               | 90               | 75               |                  |
| Середньомісячна швидкість вітру, м/с          | 2.91             | 3.06             | 3.20             | 3.05             | 2.66             | 2.44             | 2.45             | 2.34             | 2.58             | 2.69             | 3.26             | 3.17             |                  |
| Середньомісячна сонячна радіація, кДж/м²·день | 5401             | 8136             | 11865            | 16585            | 20579            | 23127            | 24803            | 21563            | 16151            | 10411            | 5820             | 4586             |                  |
| --------------------------------------------- | ---------------- | ---------------- | ---------------- | ---------------- | ---------------- | ---------------- | ---------------- | ---------------- | ---------------- | ---------------- | ---------------- | ---------------- | ---------------- |
| Джерело:                                      |                  |                  |                  |                  |                  |                  |                  |                  |                  |                  |                  |                  |                  |